# Скугерёйа
Скугерёйа (норв. Skogerøya, северносаам. Sállan), или Скугерёй, на некоторых советских картах Скугерё — остров на севере Норвегии в фюльке (провинции) Финнмарк в акватории Баренцева моря, расположен у материкового побережья, в южной части Варангер-фьорда. Площадь острова — 129 км², постоянного населения нет. Скугерёйа — единственный крупный остров в восточной части Финнмарка и самый большой норвежский остров к востоку от острова Магерёйа.
Административно остров относится к муниципалитету (коммуне) Сёр-Варангер.
Летом и осенью Скугерёйа используется для выпаса северных оленей.

## География
Скугерёйа расположена примерно в 10 км к северу — северо-западу от Киркенеса, в 15 км к северо-востоку от Нейдена, в 20 км к югу от Вадсё. От материковой части Норвегии остров отделён тремя узкими проливами — Кёфьордом на западе, Корсфьордом на юге и Бёкфьордом на востоке. По Бёкфьорду вдоль острова проходит морской путь к Киркенесу.
Наивысшая точка острова находится в его северной части на вершине горы Скугерёйтоппен (северносаам. Ákkelgáisá) — 445 м над уровнем моря.
Береговая линия восточного побережья острова по сравнению с западной намного более изрезана.
Остров частично покрыт лесом.

## Исторические сведения, достопримечательности
Ранее остров был населён, на нём располагались четыре поселения: Ревёйсунд, Стейншернес, Нурд-Лейрвог и Сёр-Лейрвог. Последний почтовый адрес на острове (9936 Steinskjernes) был закрыт 1 декабря 1984 года.
Во время Второй мировой войны на Скугерёйе и соседнем небольшом острове Хьелмёйа (Кьелмёйа) располагались военные сооружения, построенные вермахтом во время оккупации Финнмарка, в том числе береговая батарея и бункер. Когда в конце октября 1944 года советские войска в ходе Петсамо-Киркенесской операции заняли Киркенес, остатки германского гарнизона отступили на Скугерёйю и Хьелмёйю, откуда вели обстрел города и его окрестностей. Вскоре германские войска с островов были эвакуированы, сооружения перед эвакуацией были взорваны; на Скугерёйи их остатки до настоящего времени сохранились в северо-восточной части острова.

## Комментарии
1. ↑  Такое же саамское название, Sállan, имеет и другой крупный норвежский остров, Сёрёйа, расположенный в западной части Финнмарка[3].